# Вотруба, Вацлав
Вацлав Вотруба (чеш. Václav Votruba; 19 декабря 1909, Славетин — 11 сентября 1990, Прага) — чехословацкий физик-теоретик, член-корреспондент АН Чехословакии (1977).
Окончил Пражский (Карлов) университет (1933), работал там же, с 1956 г. профессор.
В 1956—1959 гг. вице-директор Объединенного института ядерных исследований (Дубна), в 1959—1967 гг. зав. кафедрой теоретической физики Технического университета в Праге.
Научные интересы: ядерная физика, квантовая теория поля, физика элементарных частиц, симметрия в теории элементарных частиц и квантовой электродинамике.
Был главным редактором «Чехословацкого физического журнала».
Лауреат Государственной премии ЧССР «За заслуги перед обществом».